# Beležnica (Sparks)
Beležnica je družbeni roman, ki ga je napisal znan ameriški pisatelj Nicholas Sparks. Knjiga spada med uspešnice.

## Vsebina
Zgodba se začne z 80-letnim gospodom, ki bere zgodbo neki gospe v domu za ostarele. Ona ima Alzheimerjevo bolezen. Zgodba se dogaja v New Bernu, kjer se srečata Allie in Noah. Zaljubita se, vendar njena starša tega ne odobravata, saj je Noah iz nižjega družbenega razreda kot Allie. Vendar mlada kljub temu doživljata poletno romanco. Ko pa je poletja konec, se Alliejina družina preseli. Noah ji piše pisma eno leto vsak dan, vendar Allie teh pisem ne dobi, saj jih vsa prestreže njena mati. Noah se nato odloči, da gre v vojsko. Ko se vrne, zgradi Alliejino sanjsko hišo. Allie pa se med tem časom pripravlja na poroko z zaročencem Lonom. Med pomerjanjem obleke v časopisu vidi hišo, ki jo je zgradil Noah. To jo pretrese, zato se odloči, da ga bo obiskala. Ko se vidita, med njima zopet vzplamti ljubezen. Je to ljubezen, ki bo premagala ovire, ki ji stojijo na poti? Je Allie sposobna pustiti za sabo vse, tudi zaročenca?

## Zbirka
Knjiga sodi v zbirko Oddih.

## Ocene in nagrade
Knjiga je prišla na seznam New York Timesa za najbolj prodajane knjige že v prvem tednu po izidu.

## Izdaje in prevodi
Knjiga je prevod dela iz angleščine z naslovom The notebook. Obstaja tudi v zbirki Žepnice.

## Priredbe
Po romanu je bil posnet tudi film z istim naslovom The notebook (Beležnica).